# Willie Park jr.

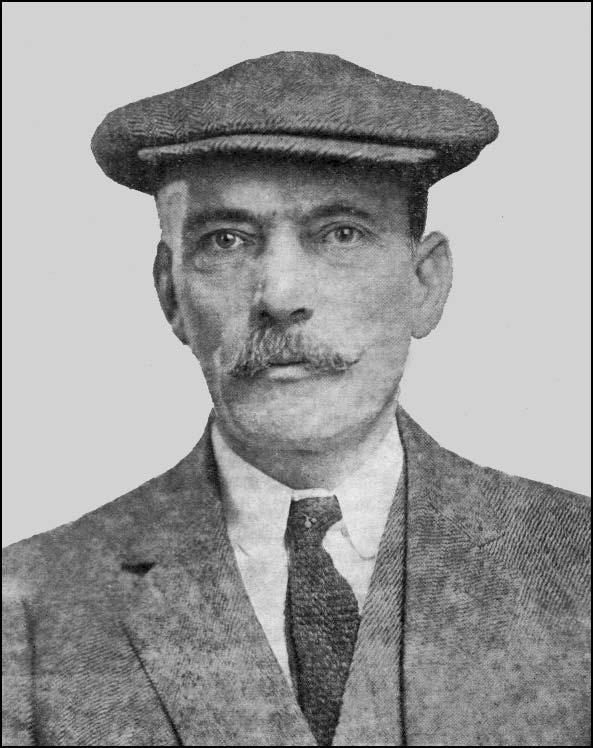
Willie Park jr.

William Park (Musselburgh, Schotland, 4 februari 1864 – Cragiehall, 22 mei 1925) was een Schotse golfprofessional.

## Golfer
Willie Park ziet in zijn jeugd hoe zijn vader Willie Park sr. en diens broer Mungo Park om beurten het Britse Open winnen. Zelf wint hij het in 1887 en 1889, na een play-off tegen Andrew Kirkaldy.
Met golf kan een speler in die tijd niet genoeg verdienen. Hij neemt het bedrijf van zijn vader over en maakt golfstokken en -ballen. Hij vernieuwt ook wel de manier om ballen te maken, en exporteert ze zelfs.
In 1895 komt hij voor het eerst in de Verenigde Staten, Daar ontmoet hij de Schotse Willie Campbell, die pro is op The Country Club op Franklin Park in Boston, waar deze net een baan van 9 holes heeft aangelegd. Ze spelen een demonstratie wedstrijd op de The Saint Andrew's Golf Club (1888), de oudste golfclub in Amerika. De club is dat jaar ook een van de oprichters van de United States Golf Association (USGA).
In 1896 verschijnt zijn boek The game of Golf, het eerste boek over golf ooit door een professional geschreven.

## Golfbaanarchitect
Vanaf 1910 concentreert hij zijn tijd aan het ontwerpen van golfbanen, en ongeveer 170 ontwerpen staan op zijn naam eerst in Engeland en Schotland, later in continentaal Europa en nog later in de Verenigde Staten en Canada.
Hij wordt gezien als de eerste golfbaanarchitect, die het landschap aanpast aan zijn wensen voor een goede golfbaan, wat hij voor het eerst doet bij Huntercombe.
De bekendste is misschien wel Sunningdale, waar regelmatig het Brits Open wordt gespeeld. Op zijn naam staan verder onder andere 
- 1886: Innerleithen, in ruil voor het recht zijn golfstokken daar te verkopen.
- 1892: Bathgate, Bo’ness, Jedburgh
- 1893: Baberton in Edinburgh
- 1894: Bridge of Weir, Muswell Hill, Glencorse
- 1895: Larne in Larne aan de oostkust van Noord-Ierland aan de Ierse Zee; Torwoodee, Misquamicut (USA), Shelburne Farms (USA)
- 1896: Dalkeith, Wembley, Lauder
- 1897: Dieppe in Normandië, Dunnington, Turnhouse
- 1898: Bruntsfield Links in Edinburgh, Gullane nrs 2 & 3 in East Lothian[2]
- 1899: Burntisland in Fife
- 1901: St. Boswells, Huntercombe[3], Notts[4], Sunningdale[5], Golf de la Boulie
- 1903: Montrose[6]
- 1907: Royal Wimbledon
- 1910: Royal Antwerp Golf Club
- 1912: Formby ten NW van Liverpool[7]
- 1915: Weston G&CC[8] in Toronto
- 1916: Woodway Country Club, Connecticut[9]
- 1917: Shuttle Meadow Country Club, Connecticut[10], Laval-Sur-Le-Lac[11] in Quebec
- 1918: Mount Bruno in Quebec
- 1919: Beaconsfield Golf Club in Quebec
- 1921: Battle Creek Country Club[12]
- 1922: Maidstone Club in East Hampton, NY, in samenwerking met zijn jongere broer John Park

Mungo Park had problemen met zijn schildklieren en kon daarvoor niet behandeld worden. Hij overleed in het ziekenhuis in Cragiehall.

## Trivia
De baan in Evian-les-Bains die hij in 1904 ontwerpt, bestaat niet meer.
Zijn dochter Dorothy verliest in 1937 de finals van het British Ladies Amateur Championship, van Jessie Anderson.